# Nors
Nors is een plaats in de Deense regio Noord-Jutland, gemeente Thisted. De plaats telt 1027 inwoners (2008).